# Brierley Hill
Brierley Hill este un fost oraș, actualmente o suburbie din cadrul districtului metropolitan Dudley în comitatul West Midlands, regiunea West Midlands, Anglia. 